# Children of Ginko
Children of Ginko (englisch) oder Frøbarna (norwegisch) ist eine Kinderoper des norwegischen Komponisten Marcus Paus. Sie wurde 2017–2018 geschrieben und 2020 im Rahmen des vom norwegischen Außenministerium unterstützten Projekts Ibsen International in Shanghai uraufgeführt. Das Libretto stammt von Oda Fiskum. Die Oper ist von der Svalbard Global Seed Vault inspiriert und wurde als Kinderoper über die Supermächte von Samen genannt.
Die Oper spielt in naher Zukunft, wenn „der große Schlaf“ die Welt in eine Eiswüste gefroren hat. Zwei Schwestern machen sich auf den Weg, um den Planeten zu wecken. Die Oper soll die Kraft der Natur offenbaren, den Mut der Kinder zum Erwachsenwerden feiern und das ökologische Gewissen fördern. Es war das Ergebnis des globalen Kunstprojekts „The Seed“ von Ibsen International.